# Trnovska književna škola
Trnovska književna škola (bugarski: Търновска книжовна школа) iz kasnog 14. i 15. stoljeća bila je glavna srednjovjekovna bugarska kulturna akademija sa značajnim doprinosom u srednjovjekovnoj bugarskoj književnosti. 
Sjedište škole bilo je u tadašnjem glavnom gradu Bugarske Trnovu, danas Velikom Trnovu.
Dio Trnovske škole za umjetnost bio je karakterističan za kulturu Drugog Bugarskog Carstva. Uz pravopisne reforme Evtimija Trnovskog i istaknutih predstavnika poput Grigorija Camblaka ili Konstantina Filozofa škola je utjecala na rusku, srpsku, vlašku i moldavsku srednjovjekovnu kulturu.
Glavni preduvjet za osnivanje škole bilo je kulturno oživljavanje krajem 14. stoljeća. Književnost književne škole Trnovo je podijeljen u dva glavna dijela vjerski i svjetovni. Vjerska literatura obuhvaća poslanice, martirologije, pjesme i drugo. Sekularna literatura uključuju kratke priče, romane, kratke romane, poeziju i kronike. Prema vrsti priče kratki roman može se podijeliti na tri glavna dijela. Glavni predstavnici škole bili su Grigorije Camblak, Evtimije Trnovski, Vladislav Gramatik, Konstantin Filozof, Dimitar Kantakuzin, Dionisij Divnij i dr.